# Нова Франція
Нова́ Фра́нція (фр. Nouvelle France) — загальна назва французьких володінь у Північній Америці (1534—1763).

## Визначення
У різні часи до складу Нової Франції входили:
- Канада — сучасні канадські провінції Квебек, Онтаріо та узбережжя і прилеглі землі Великих Озер, як-от Форт-Детруа (фр. Détroit) — теперішнє м. Детройт.
- Луїзіана (фр. Louisiane) — долина річки Міссісіпі із сучасними американськими штатами Луїзіана, Міссісіппі, Арканзас, Північна та Південна Дакоти, Айова, Канзас, Міссурі, Монтана, Небраска та Оклахома.
- Акадія (фр. Acadie) — сучасні канадські провінції Нью-Брансвік, Нова Шотландія та острів св. Івана (фр. Ile de Saint-Jean) — теперішній Острів Принца Едварда.
- Нова Земля (фр. Terre-Neuve) — сучасний Ньюфаундленд.

## Історія

### Перші дослідники

Нова Франція 1534—1763

У 1534 році французький мореплавець Жак Картьє оголошує Канаду власністю короля Франції. Проте спроби заснувати поселення закінчуються невдачею.
Справжня колонізація розпочинається лише у 1604 році. У 1605 році в Акадії було засноване місто Порт Рояль (тепер місто Аннаполіс-Роял у Новій Шотландії). У 1608 році засноване місто Квебек, яке й стало столицею Нової Франції. 17 травня 1642 року Поль Шомеді де Мезоннев заснував поселення Віль-Марі́, яке згодом переросло в сучасний Монреаль.
У 1682 році першопрохідець ЛаСаль (фр. LaSalle) досліджує Міссісіппі та приєднує її до французьких володінь. У 1718 році засновано Новий Орлеан (фр. Nouvelle-Orléans), який став столицею нової колонії — Луїзіани, названої на честь французького короля Луї XIV (фр. Louis XIV).
Під час Семирічної війни (1756—1763) Нову Францію захопили англійці. За Паризьким договором 1763 року Франція відмовляється від своїх американських володінь на користь Англії та Іспанії.

### Кінець Нової Франції

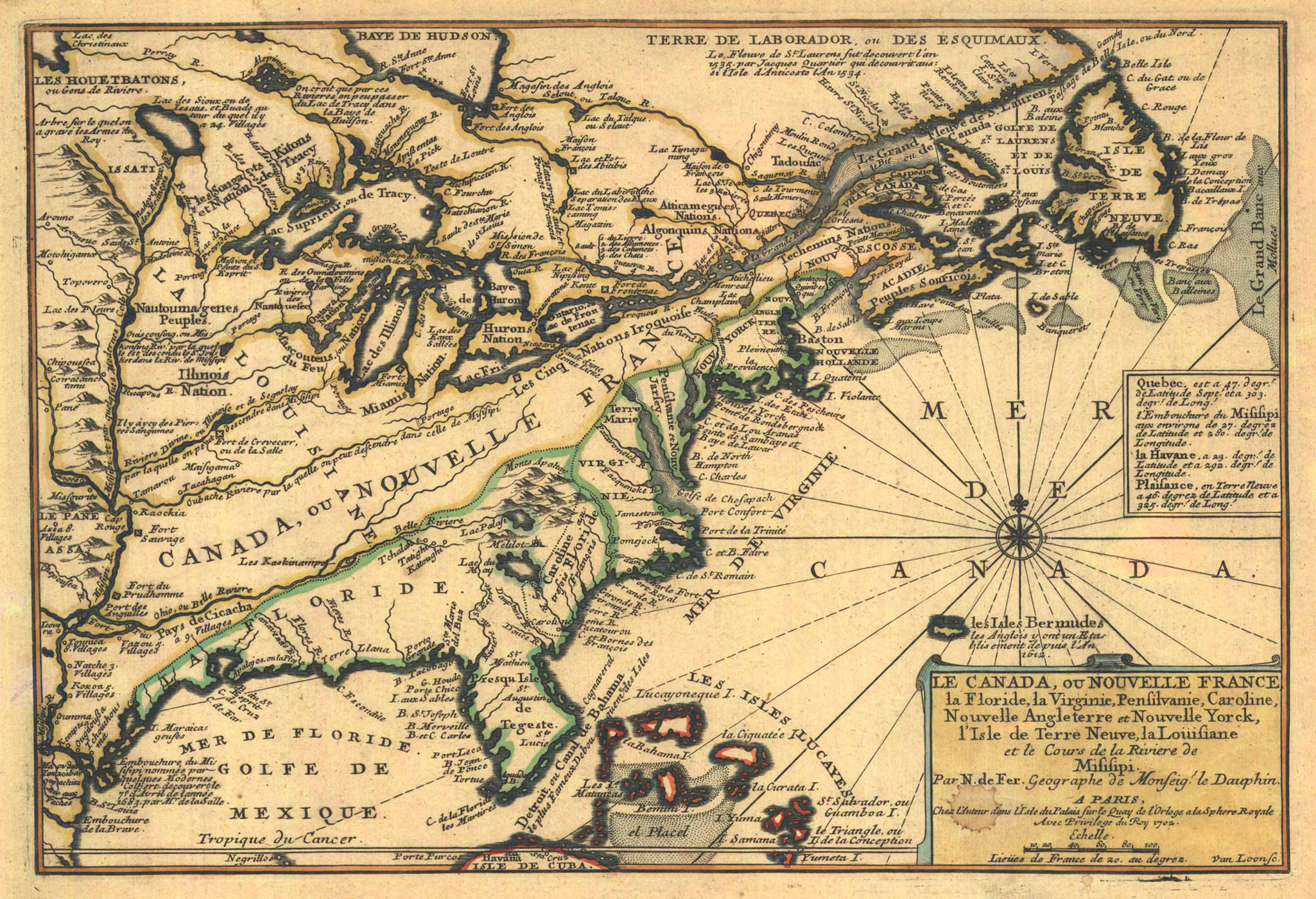
Нова Франція — 1702

Хоча Нова Франція займала колосальні території, кількість європейського населення залишалася доволі невеликою: близько 60-70 тисяч осіб, сконцентрованих у долині річки Святого Лаврентія (на території сучасного Квебеку), у Новому Орлеані i в Акадії (акадійців пізніше депортували англійці).
Натомість населення англійських колоній становило більше мільйона осіб. Англійським колоністам бракувало землі, а тому захоплення Нової Франції було лише питанням часу.
Під час Семирічної війни Англія захопила Канаду та північ Луїзіани. Південь Луїзіани дістався Іспанії.
Вирішальна битва між англійцями та англо-американцями (з одного боку) та французами, канадцями й індіанцями (з іншого) відбулася у 1759 році на Полях Абраама (біля міста Квебек). Французи битву програли.
За Паризьким договором 1764 року Нова Франція перестала існувати, проте франкоканадцям дозволялося вживати далі французьку мову та сповідувати католицизм.
Станом на сьогодні єдина територія, яка залишилась у Франції від її колишньої колонії, — острови Сен-П'єр і Мікелон.